# J.League Division 1 2010
La stagione 2010 è stata la diciottesima edizione della J.League Division 1, massimo livello del campionato giapponese di calcio.

## Squadre partecipanti

### Profili
| Club partecipanti   | Club partecipanti | Città     | Stadio                         | Stagione 2009              |
| ------------------- | ----------------- | --------- | ------------------------------ | -------------------------- |
| Albirex Niigata     | dettagli          | Niigata   | Niigata Stadium                | 8° in J.League Division 1  |
| Cerezo Osaka        | dettagli          | Osaka     | Nagai Ball Gall Field          | 2° in J.League Division 2  |
| FC Tokyo            | dettagli          | Tokyo     | Tokyo Stadium                  | 5° in J.League Division 1  |
| Gamba Osaka         | dettagli          | Osaka     | Osaka Expo '70 Stadium         | 3° in J.League Division 1  |
| Júbilo Iwata        | dettagli          | Iwata     | Yamaha Stadium                 | 11° in J.League Division 1 |
| Kashima Antlers     | dettagli          | Ibaraki   | Kashima Soccer Stadium         | Campione del Giappone      |
| Kawasaki Frontale   | dettagli          | Kawasaki  | Todoroki Athletics Stadium     | 2° in J.League Division 1  |
| Kyoto Sanga         | dettagli          | Kyoto     | Nishikyogoku Athletic Stadium  | 12° in J.League Division 1 |
| Montedio Yamagata   | dettagli          | Yamagata  | Yamagata Park Stadium          | 15° in J.League Division 1 |
| Nagoya Grampus      | dettagli          | Nagoya    | Mizuho Athletic Stadium        | 9° in J.League Division 1  |
| Omiya Ardija        | dettagli          | Saitama   | NACK5 Stadium Ōmiya            | 13° in J.League Division 1 |
| Sanfrecce Hiroshima | dettagli          | Hiroshima | Hiroshima Big Arch             | 4° in J.League Division 1  |
| Shimizu S-Pulse     | dettagli          | Shizuoka  | Outsourcing Stadium Nihondaira | 7° in J.League Division 1  |
| Shonan Bellmare     | dettagli          | Hiratsuka | Hiratsuka Athletics Stadium    | 3° in J.League Division 2  |
| Urawa Reds          | dettagli          | Saitama   | Saitama Stadium 2002           | 6° in J.League Division 1  |
| Vegalta Sendai      | dettagli          | Sendai    | Yurtec Stadium Sendai          | 1° in J.League Division 2  |
| Vissel Kōbe         | dettagli          | Kōbe      | Home's Stadium Kobe            | 14° in J.League Division 1 |
| Yokohama F·Marinos  | dettagli          | Yokohama  | Nissan Stadium                 | 10° in J.League Division 1 |

### Allenatori
| Club              | Allenatore                                      |
| ----------------- | ----------------------------------------------- |
| Albirex Niigata   | Hisashi Kurosaki                                |
| Cerezo Osaka      | Levir Culpi                                     |
| FC Tokyo          | Hiroshi Jokofu (1ª-23ª) Kiyoshi Ōkuma (24ª-34ª) |
| Gamba Osaka       | Akira Nishino                                   |
| Júbilo Iwata      | Masaaki Yanagishita                             |
| Kashima Antlers   | Oswaldo de Oliveira                             |
| Kawasaki Frontale | Tsutomu Takahata                                |
| Kyoto Sanga       | Hisashi Katō (1ª-14ª) Yutaka Akita (15ª-34ª)    |
| Montedio Yamagata | Shinji Kobayashi                                |

| Club                | Allenatore                                     |
| ------------------- | ---------------------------------------------- |
| Nagoya Grampus      | Dragan Stojković                               |
| Omiya Ardija        | Chang Woe-Ryong (1ª-8ª) Jun Suzuki (9ª-34ª)    |
| Sanfrecce Hiroshima | Mihailo Petrović                               |
| Shonan Bellmare     | Yasuharu Sorimachi                             |
| Shimizu S-Pulse     | Kenta Hasegawa                                 |
| Urawa Reds          | Volker Finke                                   |
| Vegalta Sendai      | Makoto Teguramori                              |
| Vissel Kōbe         | Toshiya Miura (1ª-21ª) Masahiro Wada (22ª-34ª) |
| Yokohama F·Marinos  | Kazushi Kimura                                 |

## Classifica
|                     | Pos. | Squadra             | Pt | G  | V  | N  | P  | GF | GS | DR  |
| ------------------- | ---- | ------------------- | -- | -- | -- | -- | -- | -- | -- | --- |
| Giappone (bandiera) | 1.   | Nagoya Grampus      | 72 | 34 | 23 | 3  | 8  | 54 | 37 | +17 |
|                     | 2.   | Gamba Osaka         | 62 | 34 | 18 | 8  | 8  | 65 | 44 | +21 |
|                     | 3.   | Cerezo Osaka        | 61 | 34 | 17 | 10 | 7  | 58 | 34 | +24 |
|                     | 4.   | Kashima Antlers     | 60 | 34 | 16 | 12 | 6  | 51 | 31 | +20 |
|                     | 5.   | Kawasaki Frontale   | 54 | 34 | 15 | 9  | 10 | 61 | 47 | +14 |
|                     | 6.   | Shimizu S-Pulse     | 54 | 34 | 15 | 9  | 10 | 60 | 49 | +11 |
|                     | 7.   | Sanfrecce Hiroshima | 51 | 34 | 14 | 9  | 11 | 45 | 38 | +7  |
|                     | 8.   | Yokohama F·Marinos  | 51 | 34 | 15 | 6  | 13 | 43 | 39 | +4  |
|                     | 9.   | Albirex Niigata     | 49 | 34 | 12 | 13 | 9  | 48 | 45 | +3  |
|                     | 10.  | Urawa Reds          | 48 | 34 | 14 | 6  | 14 | 48 | 41 | +7  |
|                     | 11.  | Júbilo Iwata        | 44 | 34 | 11 | 11 | 12 | 38 | 49 | -11 |
|                     | 12.  | Omiya Ardija        | 42 | 34 | 11 | 9  | 14 | 39 | 45 | -6  |
|                     | 13.  | Montedio Yamagata   | 42 | 34 | 11 | 9  | 14 | 29 | 42 | -13 |
|                     | 14.  | Vegalta Sendai      | 39 | 34 | 10 | 9  | 15 | 40 | 46 | -6  |
|                     | 15.  | Vissel Kōbe         | 38 | 34 | 9  | 11 | 14 | 37 | 45 | -8  |
|                     | 16.  | FC Tokyo            | 36 | 34 | 8  | 12 | 14 | 36 | 41 | -5  |
|                     | 17.  | Kyoto Sanga         | 19 | 34 | 4  | 7  | 23 | 30 | 60 | -30 |
|                     | 18.  | Shonan Bellmare     | 16 | 34 | 3  | 7  | 24 | 31 | 82 | -51 |

Legenda:

      Campione del Giappone e ammessa alla AFC Champions League 2011

      Ammesse alla AFC Champions League 2011

      Retrocessa in J.League Division 2 2011

Note:
Tre punti a vittoria, uno a pareggio, zero a sconfitta.

## Statistiche

### Primati stagionali
| Record della Division 1 - Maggior numero di vittorie: Nagoya Grampus (23) - Minor numero di sconfitte: Kashima Antlers (6) - Miglior attacco: Gamba Osaka (65) - Miglior difesa: Kashima Antlers (31) - Miglior differenza reti: Cerezo Osaka (+26) - Maggior numero di pareggi: Albirex Niigata (13) - Minor numero di pareggi: Nagoya Grampus (3) - Maggior numero di sconfitte: Shonan Bellmare (24) - Minor numero di vittorie: Shonan Bellmare (3) - Peggior attacco: Montedio Yamagata (29) - Peggior difesa: Shonan Bellmare (82) - Peggior differenza reti: Shonan Bellmare (-51) | Capoliste solitarie - 4ª giornata: Kashima Antlers - 5ª-6ª giornata: Shimizu S-Pulse - 7ª giornata: Urawa Reds - 8ª-12ª giornata: Shimizu S-Pulse - 13ª-16ª giornata: Kashima Antlers - 17ª giornata: Shimizu S-Pulse - 18ª-34ª giornata: Nagoya Grampus |

### Classifica marcatori
| Gol | Rigori |  | Giocatore        | Squadra             |
| --- | ------ |  | ---------------- | ------------------- |
| 17  | 3      |  | Joshua Kennedy   | Nagoya Grampus      |
| 17  | 2      |  | Ryōichi Maeda    | Júbilo Iwata        |
| 16  |        |  | Edmilson         | Urawa Reds          |
| 16  | 1      |  | Márcio Richardes | Albirex Niigata     |
| 14  |        |  | Shōki Hirai      | Gamba Osaka         |
| 14  |        |  | Adriano          | Cerezo Osaka        |
| 14  |        |  | Juninho          | Kawasaki Frontale   |
| 13  |        |  | Shinji Okazaki   | Shimizu S-Pulse     |
| 13  | 4      |  | Jungo Fujimoto   | Shimizu S-Pulse     |
| 13  |        |  | Keiji Tamada     | Nagoya Grampus      |
| 11  | 3      |  | Ryang Yong-Gi    | Vegalta Sendai      |
| 11  |        |  | Cho Young-Cheol  | Albirex Niigata     |
| 11  |        |  | Marquinhos       | Kashima Antlers     |
| 11  |        |  | Tadanari Lee     | Sanfrecce Hiroshima |